# Tutu Kampu
Tutu Kampu, ook wel Kulumuli, is een dorp aan de Tapanahony in Sipaliwini, Suriname.
In het dorp wonen inheemse Surinamers van het volk Wayana. Aan het hoofd staat de sjamaan of pïyai Samé. In het midden van het dorp staat een gemeenschapshuis, ook wel een tukusipan genoemd.
Het dorp markeert de grens van het Wayanagebied stroomopwaarts van de Tapanahony met stroomafwaarts het dorp Granbori als eerste Aukaanse dorp van de woongebieden van de marrons.
Affivisiti · Agaigoni · Ajokojokondre · Akani Pata · Aloepi 1 & 2 · Alopi · Antino · Antonio do Brinco · Apetina · Benanoe · Benzdorp · Clementi · Cottica · Draai · Drietabbetje · Gakaba · Godo-olo · Godoro · Granbori · Herminadorp · Intelewa · Kampoe · Kawemhakan · Koemakapan · Kontina · Lensidede · Maboga · Maisa Kampu · Manlobi · Moitaki · Monpoesoe · Nikie · Paloemeu · Peleloe Tepoe · Peruano · Poeketi · Poeloegoedoe · Ronaldo · Sajé · Tjon Tjon · Tutu Kampu · Wanfinga · Wehejok